# Andols Herrick
Andols Herrick (n. 11 de septiembre de 1979 en Estados Unidos) es el baterista de la banda de metal Chimaira. 

## Biografía
Herrick tocó en los primeros dos discos de Chimaira Pass Out of Existence y The Impossibility of Reason. Luego de un tiempo fuera de la banda volvió para grabar Resurrection y en su más reciente lanzamiento, The Infection.
El 13 de enero de 2006 se anunció que Herrick volvía a Chimaira. Explicó sus razones en una entrevista "Estando lejos de la banda y de las giras por al menos dos años, me di cuenta de cuanto lo extraño. El estar involucrado en el álbum por el 25º aniversario de Roadrunner y en el concierto me hizo pensar que esto es lo que quiero hacer". Andols fue el baterista elegido por el capitán del equipo, Robb Flynn de Machine Head. Los demás integrantes el grupo fueron Christian Olde Wolbers de Fear Factory en el bajo y Jordan Whelan de Still Remains en la guitarra rítmica.
Herrick prefiere tocar descalzo, esto es particularmente raro en las bandas de metal debido a la alta velocidad que requiere el doble pedal. Sin embargo, en el último disco, Resurrection, Herrick toca con las zapatillas puestas.
Recientemente, en el myspace de Andols, expresó su interés en crear un DVD instructivo acerca de tocar la batería, conteniendo partes difíciles y notables de los temas que él escribió para Chimaira.
Andols usa baterías Taye (quienes lo patrocinan), pedales Axis, y platillos Sabian.

## Equipamiento
El equipamiento general de Andols consiste en:
- Taye Studio Pro drums in Burgundy Red
- 20" kicks (x2)
- 10, 12, 14" rack toms
- 16" floor tom

- Sabian Cymbals
- 14" AA Rock hi hats
- 13" AA hi hats (rack mounted)
- 22" HH Mega Bell ride (x2)
- 19" AAX Stage crash
- 17" AAXplosion crash
- 18" AA China
- 16" AA China
- 12" AA Mini China

- Evans Heads
- Toms = G2 coated
- Snare = ST
- Kicks = G2 Clear
- Axis X
- Ahead 2B sticks

## Discografía

### Chimaira
- This Present Darkness (2000)
- Pass Out of Existence (2001)
- The Impossibility of Reason (2003)
- Resurrection (2007)
- The Infection (2009)